# Amata fouqueti
Amata fouqueti là một loài bướm đêm thuộc phân họ Arctiinae, họ Erebidae.